# Jeřábník

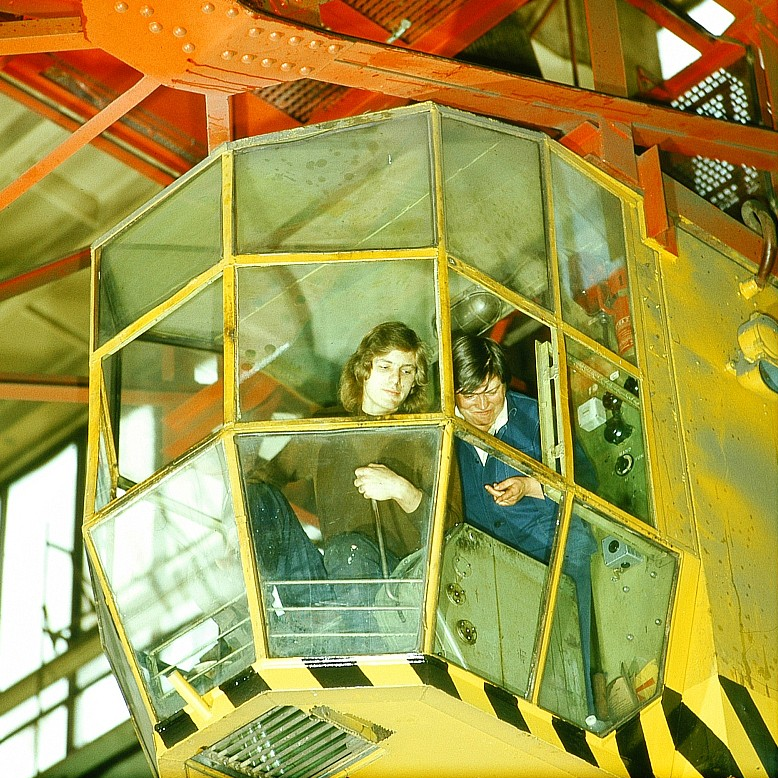
Výuka nového jeřábníka ve východoněmecké ocelárně (1980)

Jeřábník (ženská varianta jeřábnice) je osoba řídící jeřáb.

## Právní úprava v České republice
Osvědčení pro obsluhu jeřábů (tzv. průkaz jeřábníka, jeřábnický průkaz) se vydává podle příslušné skupiny jeřábu (třída 0, třídy A, AS, B, C, autojeřáby, třída D). Odborná způsobilost jeřábníků a provoz jeřábů jsou dané těmito právními předpisy a normami:
- Vyhláška 392/2003 Sb. o bezpečnosti provozu technických zařízení a o požadavcích na vyhrazená technická zařízení tlaková, zdvihací a plynová při hornické činnosti a činnosti prováděné hornickým způsobem; příloha 6,[1]
- Nařízení vlády 378/2001 Sb., kterým se stanoví bližší požadavky na bezpečný provoz a používání strojů, technických zařízení, přístrojů a nářadí,[2]
- ČSN ISO 12480-1 Jeřáby – Bezpečné používání, ČSN ISO 9926-1 Výcvik jeřábníků a další normy třídy 27.[3]

Jeřábníci v ČR mají své profesní sdružení Asociaci jeřábníků a Koordinátorů jeřábů – ČR, Asociaci odborných pracovníků pro zdvihací zařízení – ČR.

## Jeřábníci v kultuře
V období socialistického realismu byli jeřábníci a jeřábnice, stejně jako další dělnické profese, zobrazováni na různých plakátech, obrazech apod.
V českém koprodukčním filmu ROMing (2007) je ve fantazii Romana Daniela (Marián Labuda) jeřábník jedním ze zpodobnění boha (ztvárněného Vladimírem Javorským).
Britská rocková skupina Elbow na svém čtvrtém albu The Seldom Seen Kid (2008) vydala i skladbu The Loneliness of a Tower Crane Driver (česky Samota výškového jeřábníka).